# Dig Down
«Dig Down» —en español: «Desenterrar»—  es una canción de la banda británica de rock alternativo Muse. La canción fue publicada el 18 de mayo de 2017 como el primer sencillo de su octavo álbum, Simulation Theory.
"Dig Down" debutó en el número 94 en la lista de descargas de singles del Reino Unido. La semana siguiente, alcanzó el 51 en esa lista.

## Video musical
El video musical de "Dig Down" fue lanzado junto a la canción el 18 de mayo de 2017, fue dirigido por Lance Drake, el video presenta a la modelo y activista Lauren Wasser, "que tiene que luchar para salir de un edificio de alta seguridad" mientras los miembros de la banda cantan o tocan sus respectivos instrumentos mientras intentan parecerse al incidente de Max Headroom. 

## Posicionamiento en lista
| Lista (2017)                                | Posiciones |
| ------------------------------------------- | ---------- |
| Bélgica (Flandes) (Ultratip Bubbling Under) | 13         |
| Bélgica (Valonia) (Ultratip Bubbling Under) | 13         |
| Francia (SNEP)                              | 35         |
| Escocia (Scottish Singles Sales Chart)      | 56         |
| España (Top 100 Canciones)                  | 39         |
| Suiza (Schweizer Hitparade)                 | 47         |
| UK Singles Downloads (OCC)                  | 51         |
| Estados Unidos (Alternative Airplay)        | 3          |